# Guyana Zoological Park
Koordinaten: 6° 48′ 21,8″ N, 58° 8′ 46,7″ W
Der Guyana Zoological Park ist ein zoologischer Garten in Georgetown, der Hauptstadt des südamerikanischen Staates Guyana. Er befindet sich im Ortsteil Bourda an der Vlissingen Road, Ecke Regent Street.

## Geschichte
Erste Pläne für einen Tierpark an der Stelle des heutigen Zoos gibt es schon aus dem Jahr 1880, stießen jedoch auf den Widerstand der Royal Agricultural Society. Am 1. Januar 1952 wurde der Guyana Zoological Park als Tierpark offiziell eröffnet. Das Gelände des Zoos war vorher Teil des Botanischen Gartens Georgetowns.
Eine Zoopartnerschaft besteht mit dem Calgary Zoo. Kontakte zwischen den beiden Zoos gibt es seit 1997.

## Tierarten
Der Schwerpunkt des Zoos ist die Tierwelt Guyanas. Karibik-Manatis, eine Seekuhart, lebten auf dem Gelände schon seit 1895 in einem Teich. Die heutigen Karibik-Manatis im Zoo sind Nachfahren dieser Tiere. Sie durchschwimmen den Zoo in einem Kanal. Die im Zoo von Georgetown am längsten lebenden Tiere sind ein Paar Harpyien, die seit 1952 Bestandteil des Zoos sind und mit Stand 2010 dort immer noch leben. Eine der Harpyien hat jedoch nach einer Schussverletzung nur noch einen Flügel. Zu den weiteren Tieren im Zoo gehören Arrauschildkröten, Capybaras, Flachlandtapire, Fransenschildkröten, Große Anakondas, Grüne Hundskopfschlinger, Jabirus, Jaguare, Skorpions-Klappschildkröten, Königsgeier, Krokodilkaimane, Pumas, Riesenotter, Rotgesichtklammeraffen, Schauer-Klapperschlangen und Weißkopfsakis.

## Bewertung
Der Zoo wird für seine pädagogischen Programme gelobt, welche Schülern die Natur näherbringen. Mit Eintrittspreisen von umgerechnet weniger als einem Euro (Stand: 2010) gilt er als einer der günstigsten Tierparks der Welt, kritisiert wird aber zum Beispiel die nicht artgerechte Unterbringung von Tieren. Lonely Planet schreibt mit Stand März 2010: The garden's zoo has a large collection of fascinating creatures kept in troublingly small and neglected cages (Übersetzung: Der Zoo des Parks weist eine große Sammlung von faszinierenden Tieren auf, die in besorgniserregend kleinen und vernachlässigten Käfigen gehalten werden).